# Moja noc u Maud
Moja noc u Maud (fr. Ma nuit chez Maud) – francuski film psychologiczny z 1969 roku w reżyserii Érica Rohmera, nakręcony na podstawie autorskiego scenariusza, trzecia odsłona sześcioczęściowego cyklu Opowieści moralnych. Zdjęcia kręcono w Clermont-Ferrand, Paryżu oraz na wyspie Belle-Île (departament Morbihan).
Bohaterem filmu jest wierzący katolik Jean-Louis (Jean-Louis Trintignant), który wraz z przyjacielem zostaje zaproszony do domu inteligenckiej komunistki Maud (Françoise Fabian). Zostaje u niej na noc, lecz jego fascynacja kobietą miesza się z lękiem wobec niej, więc do zbliżenia pomiędzy nimi nie dochodzi. W związku z tym decyduje się związać swe życie z inną kobietą, Françoise (Marie-Christine Barrault).
Moja noc u Maud była jednym z najlepiej przyjętych filmów Rohmera. Choć lewicowi krytycy traktowali postać Jean-Louisa jako hipokrytę, to właśnie ku niemu zwracała się sympatia zarówno reżysera, jak i widzów. Literacki styl i wyrafinowaną narrację Maud przeciwstawiano udziwnieniom filmowców uczestniczących w strajkach z maja i czerwca 1968 roku; powodzenie filmu Rohmera było pochodną reakcji na majowy ferment rewolucyjny.